# Schwarzenbach (zřícenina hradu)

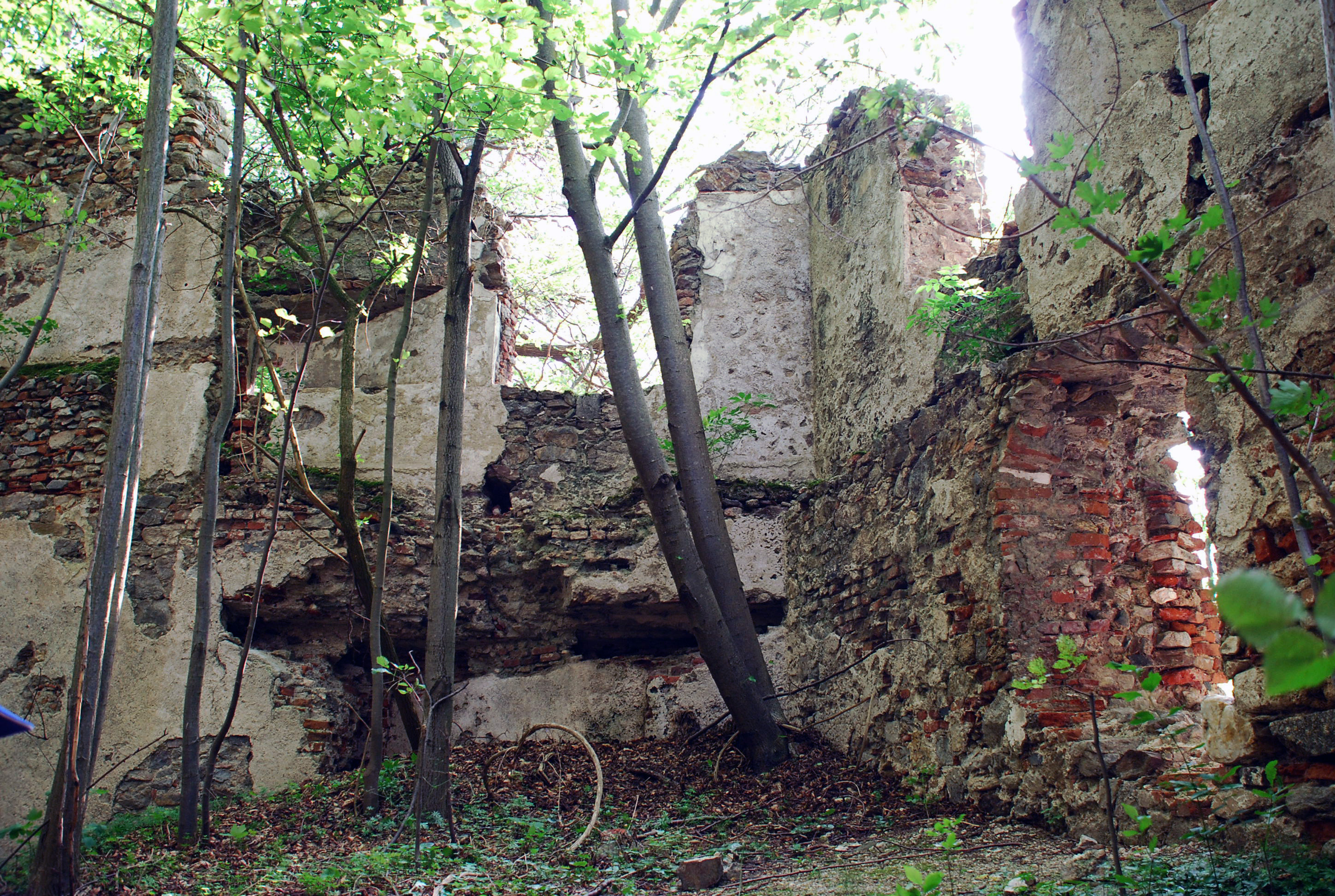
Zřícenina hradu Schwarzenbach

Hrad Schwarzenbach, (maďarsky Feketevár) je zřícenina v udržovaném stavu u stejnojmenného městysu Schwarzenbach v okrese Wiener Neustadt-okolí v rakouské spolkové zemi Dolní Rakousy.

## Poloha
Zřícenina hradu stojí necelý kilometr severozápadně od městysu Schwarzenbach na Schwarzenbašském kopci Schlossbergu, kde pramení potok Schwarzenbach. Zřícenina je volně přístupná, avšak zarostlá náletovými křovinami, atrium je zasypáno oblázky a zbytky zdí. U vstupu je výstražná tabule s varováním nebezpečí zřícení.

## Historie
Hrad mohl být postaven koncem 12. či počátkem 13. století. V nejstarším dokumentu z roku 1254 se ve spojitosti s mírovou smlouvou mezi uherským králem Bélou IV. (1206-1270) a českým králem Přemyslem Otakarem II. (1233-1278) objevuje „castrum Suarchumpah".

V roce 1337 měl být Schwarzenbach podle mírové smlouvy z Pressburgu (Bratislava) vyměněn za dolnoštýrský hrad Anchenstein v obci Cirkulane v dnešním Slovinsku. Anchenstein přešel z Rakouska do Uher, ale Schwarzenbach z Uher do Rakouska nikoliv. Teprve 1362 byl Schwarzenbach mírem z Budapešti předán Rakousku.
V první třetině 16. století byla na hradním nádvoří postavena kaple. Průčelí této stavby obrácené k nádvoří má okenní otvory s hrotitým obloukem (později částečně zazděné) pro kruhová okna. Přístup k empoře vedl nad schodištěm věžičky, která je dosud ve 12 metrech ještě patrná. Uvnitř kaple je křížová klenba s ostrými hranami. Koncem 16. století byla provedena velkorysá přestavba hradu na zámek při zachování staré podezdívky.

V roce 1680 hrad koupili Esterházyové, v jejichž majetku je dodnes..
Kolem roku 1800 byl hrad využíván jako sídlo úřadu Esterházyů a kdysi skvostná stavba se ponenáhlu rozpadala.

## Držitelé léna i vlastnictví
- 1254 - Uherské království - král Béla IV.
- 1331 - Heinrich von Haderswörth
- 1337 - Uherské království - pustý hrad Gespan Leustachius
- 1362 - Rakouské arcivévodství - arcivévodská správa majetku
- 1369 - Wilhelm z Ellerbachu
- 1379 - vévoda Albrecht III.
- 1381 - Heinrich z Pottendorfu
- 1382 - hrabě Johann-Iwan z Bernsteinu
- 1389 - rytíř Häschk z Walpersbachu
- 1418 - Hans Häschk z Schwarzenbachu
- 1439 - synové Konrada Königsbergů
- 1462 - Johann Siegmund baron z Weißbriachu
- 1492 - Johann z Königsbergu
- 1560 - synové Johanna z Königsbergu
- 1591 - Ulrich z Königsbergu
- 1601 - Ludwig z Königsbergu
- 1608 - Georg Zinzendorf
- 1624 - Georg Gabriel Kollonitsch
- 1658 - Hans z Wurmbrandu
- 1686 - rod Esterházy

, 